# Andriej Prokofjew
Andriej Wasiljewicz Prokofjew (ros. Андрей Васильевич Прокофьев; ur. 6 czerwca 1959 w mieście Lesnoj, zm. 19 czerwca 1989 w Swierdłowsku) – radziecki lekkoatleta płotkarz i  sprinter, mistrz olimpijski z 1980 z Moskwy.
Rozpoczął międzynarodową karierę na halowych mistrzostwach Europy w 1979 w Wiedniu, gdzie odpadł w półfinale biegu na 60 metrów przez płotki. Zwyciężył w biegu na 110 metrów przez płotki na uniwersjadzie w 1979 w Meksyku. Na halowych mistrzostwach Europy w 1980 w Sindelfingen zajął 5. miejsce na 60 metrów przez płotki. 
Na igrzyskach olimpijskich w 1980 w Moskwie Prokofjew zajął 4. miejsce w biegu na 110 metrów przez płotki, zaś w sztafecie 4 × 100 metrów wywalczył wraz z kolegami (Władimir Murawjow, Nikołaj Sidorow i Aleksandr Aksinin) złoty medal. Biegł w niej na ostatniej zmianie.
Na mistrzostwach Europy w 1982 w Atenach został srebrnym medalistą na 110 metrów przez płotki (przegrał z Thomasem Munkeltem z NRD), a w sztafecie 4 × 100 metrów zajął wraz z kolegami 1. miejsce (skład sztafety: Siergiej Sokołow, Aksinin, Prokofjew i Sidorow).
Odpadł w przedbiegach na 60 m przez płotki podczas halowych mistrzostw Europy w 1983 w Budapeszcie. Ponownie został mistrzem uniwersjady na 110 m przez płotki w Edmonton w tym samym roku. Na mistrzostwach świata w 1983 w Helsinkach co prawda odpadł w półfinale biegu na 110 metrów przez płotki, ale zdobył brązowy medal w sztafecie 4 × 100 metrów (biegł na 1. zmianie, a po nim Sidorow, Murawjow i Wiktor Bryzhin). Na mistrzostwach Europy w 1986 w Stuttgarcie został wyeliminowany w przedbiegach na 110 m przez płotki. 
Był mistrzem ZSRR na 110 m przez płotki 1978, 1982, 1983 i 1986 oraz na 100 m w 1982, a także halowym mistrzem ZSRR na 60 m przez płotki w 1979, 1982, 1984 i 1986.
W 1989 popełnił samobójstwo.

## Rekordy  życiowe
- Bieg na 100 metrów – 10,33 s (1982)
- Bieg na 110 metrów przez płotki – 13,28 (1988)